# Beginner
Pour les articles homonymes, voir Absolute Beginner.
Beginner (auparavant Absolute Beginner) est un groupe de hip-hop allemand, originaire de Hambourg. Il se compose de Eizi Eiz (alias Jan Phillip Eißfeldt), Denyo et DJ Mad.

## Biographie

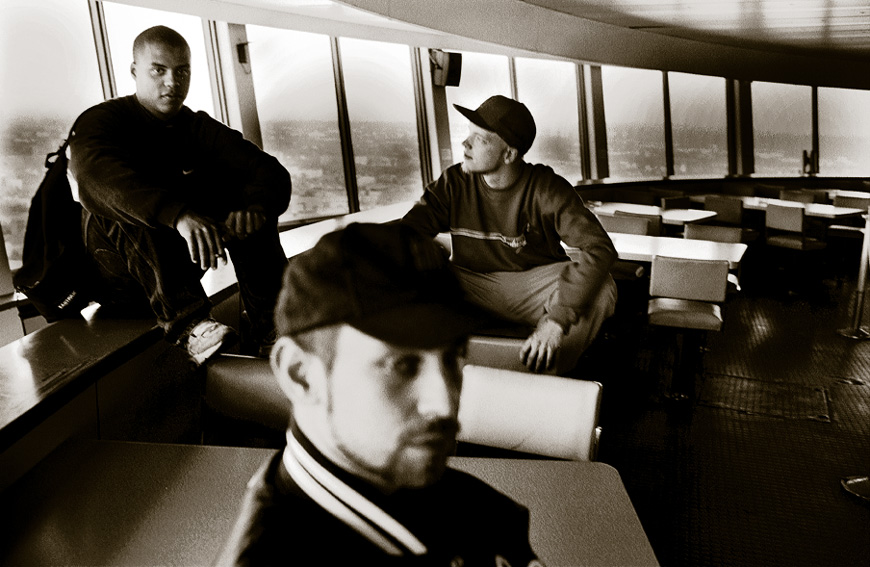
Absolute Beginner (1998) à Hambourg.

Le groupe est formé en 1991 sous le nom d´Absolute Beginner par six membres : Jan, Denyo, Mardin, DJ Burn, Nabil et Mirko (les trois derniers quittent le groupe après quelques mois). Ils commencent à rapper en anglais avant de passer à l´allemand. Lors de leur première intervention publique, ils rencontrent DJ Fou, qui rejoint alors le groupe. En 1992, ils réalisent leur premier enregistrement K.E.I.N.E. sur le single Kill the Nation With a Groove. L'année suivante, ils sortent leur premier EP, Gotting et effectuent leur première tournée.
Le premier album, Flashnizm, est publié en 1996, reçoit un succès commercial assez modéré malgré de bonnes critiques dans des publications du milieu du hip-hop. Ils réalisent un clip vidéo pour Natural Born Chillaz (que MTV refuse de passer) et  partent en tournée à travers les pays d'expression allemande. Mardin quitte le groupe en 1997. Cette même année, Eißfeldt fonde le label Underground Eimsbush qui devient rapidement un véritable label indépendant, produisant de nouveaux artistes de hip-hop allemand comme D-flamme et Illo77, mais ferme en 2003. En 1998, c'est le succès auprès du grand public avec Liebes Lied qui se place dans le top 10. Leur album Bambule entre dans le Top 30 des classements. Ils effectuent trois tournées avec Dynamite Deluxe, Maint Concept et les Beastie Boys respectivement et participent à plusieurs festivals majeurs. En 2001, les Beginners réalisèrent un remix de Bambule appelé Boombule
À partir de 1999, plusieurs des membres du groupe enregistrent des titres en solo ou composent pour d´autres groupes, sans pour autant remettre en cause le groupe. En 2002, Mad, Eißfeldt et Denyo enregistrent de nouveau un album ensemble, Blast Action Heroes, annoncé par le single Fäule qui se classera dans le top 10 des ventes de singles. Leur tournée entamée en 2003 se prolonge sur l'année 2004. Le premier DVD des Beginner sort en décembre 2004. Après que Blast Action Heroes est arrivé premier au hit-parade, ils publient Danke, une chanson remerciant leurs fans pour leurs soutiens.
En août 2010, Denyo annonce dans une interview télévisée un nouvel album du groupe. L'information est confirmée en 2011 par Jan Phillip Eissfeldt. Guido White (DJ Mad) confirme dans une interview en fin janvier 2011, qu'ils travaillent sur l'album. Dans une interview en février 2011, Phillip Eissfeldt annonce la sortie de l'album pour la fin août ou début septembre. Le 10 septembre 2011, le groupe fait son retour sur scène à Berlin.

## Pseudonymes
Jan Eißfeldt est aussi connu en tant que Eisfeldt65, Jan Delay (son nom reggae), Boba Ffett et Eizi Eiz (originellement un personnage  – un rappeur jeune et prétentieux – dans un duo avec D-Flame, mais son nom actuel). Denyo est quant à lui aussi connu en tant que Denyo77, Denyo Deutschland et, plus simplement, Dennis.

## Discographie
- 1993 : Chanson K.E.I.N.E. sur le sampler Kill the Nation With a Groove (LP/CD, Buback Tonträger)
- 1993 : Gotting (EP/EP CD, Buback)
- 1995 : Die Kritik an den Platten kann die Platte der Kritik nicht ersetzen (12"/single CD, Buback)
- 1996 : Natural Born Chillas (12"/single CD, Buback)
- 1996 : Flashnizm (Stylopath) (LP/CD, Buback)
- 1998 : Rock On(12"/single CD, Buback/Universal Records)
- 1998 : Bambule (LP/CD, Buback/Universal)
- 1998 : Liebes Lied (12"/single CD, Buback/Universal)
- 1999 : Hammerhart (12"/single CD, Buback/Universal)
- 1999 : Füxe/K2 (12"/single CD, Buback/Universal)
- 2000 : Boombule - remix de Bambule (RMX LP/CD, Buback/Motor)
- 2003 : Blast Action Heroes (LP/CD, Buback/Motor)